# Icones Plantarum Tropicarum
Icones Plantarum Tropicarum (abreviado Icon. Pl. Trop.) es una revista con ilustraciones y descripciones botánicas que es editada por Missouri Botanical Garden. Se publica en Sarasota desde el año 1980.